# Быстреник
Быстреник — опустевший хутор в Ярославском районе Ярославской области. Входит в состав Кузнечихинского сельского поселения.

## География
Находится в восточной части Ярославской области на расстоянии приблизительно 28 км на север по прямой от станции Филино.

## История
Отмечен на карте 1975 года.

## Население
Численность населения не была учтена как в 2002 году, так и в 2010.